# مقاطعة كرمسين
كرمسين هي مقاطعة تابعة إداريًا لولاية الترارزة في موريتانيا.

## قائمة البلديات في المقاطعة
تتكون المقاطعة من ثلاث بلديات :
- كرمسين
- امبلل
- ندياجو

## السكان
بلغ عدد سكان المقاطعة 28 977 نسمة (13 445 ذكر و15 532 أنثى)وفق تعداد سنة 2000.
| رمز | المقاطعة | المساحة كم2 | السكان | السكان | السكان |
| رمز | المقاطعة | المساحة كم2 | 1988   | 2000   | 2013   |
| --- | -------- | ----------- | ------ | ------ | ------ |
| 62  | كرمسين   | 2 255       | 21 250 | 28 977 | 26 760 |